# نادي حي الوادي
نادي حي الوادي الرياضي ويعرف أيضاً باسم حي الوادي نيالا هو نادِ كرة قدم سوداني ينتمي إلى مدينة نيالا بجنوب دارفور، تأسس عام 1977، وقضى الفريق معظم مواسمه بعيداً عن الاضواء، وتأهل عام 2016 إلى دوري الممتاز وتمكن من تسجيل حضور منافس جيد مؤخراً.لعب فريق حي الوادي نيالا مبارياته على استاد مدينة نيالا  الواقعة داخل السوق  الكبير بنيالا  والتي تعد عاصمة جنوب دارفور، ويتميز الملعب بأرضيته المعشوشة طبيعيا ومؤخرا تم زراعته بالنجيلة الاصطناعية ، وتبلغ طاقته الاستيعابية 10 آلاف مشجع، ويلعب فريقا هلال نيالا ومريخ نيالا بنفس الملعب.

## وصلات خارجية
- حي الوادي نيالا على موقع كووورة (بالعربية)